# František Cyprich
František Cyprich (1. října 1917, Svrčinovec, Rakousko-Uhersko – 31. ledna 2009, Trenčín, Slovensko) byl stíhací pilot Slovenských vzdušných zbraní ve druhé světové válce a čtvrté nejúspěšnější slovenské letecké eso. Dosáhl 15 potvrzených sestřelů.

## Život
František Cyprich vstoupil do armády v den svých devatenáctých narozenin 1. října 1936. V roce 1939 bojoval v Malé válce, zúčastnil se přepadení Polska. Od února 1942 byl společně s dalšími slovenskými piloty přeškolován v Dánsku na letouny Messerschmitt Bf 109 E. Od 3. července 1942 působil v Piešťanech, odkud byl s Letkou 13 převelen 4. října 1942 do ruského Majkopu. První úspěch zaznamenal 31. ledna 1943, když na letišti Kropotkin sestřelil přistávající stroj Il-2. Na východní frontě celkem sestřelil nejméně 12 letadel.
Po vypuknutí SNP se připojil na stranu povstalců. Zde jako první povstalecký pilot dosáhl úspěchu, když 2. září 1944 se svým strojem Avia B-534 sestřelil neozbrojený maďarský dopravní Ju 52/3m. Zároveň se tím stal posledním stíhacím pilotem ve druhé světové válce, který sestřelil jiné letadlo na dvouplošníku s pevným podvozkem. Dne 7. října 1944 přeletěl dopravním letadlem do Sovětského svazu. Zde byl přeškolen na sovětská letadla a zařazen k 1. československé smíšené letecké divizi.
Po válce sloužil v československém letectvu. V roce 1958 byl propuštěn do zálohy s hodností podplukovník, v roce 1991 byl rehabilitován a byla mu udělena hodnost plukovníka ve výslužbě. Žil v Trenčíně, kde také 31. ledna 2009 zemřel.

## Sestřely

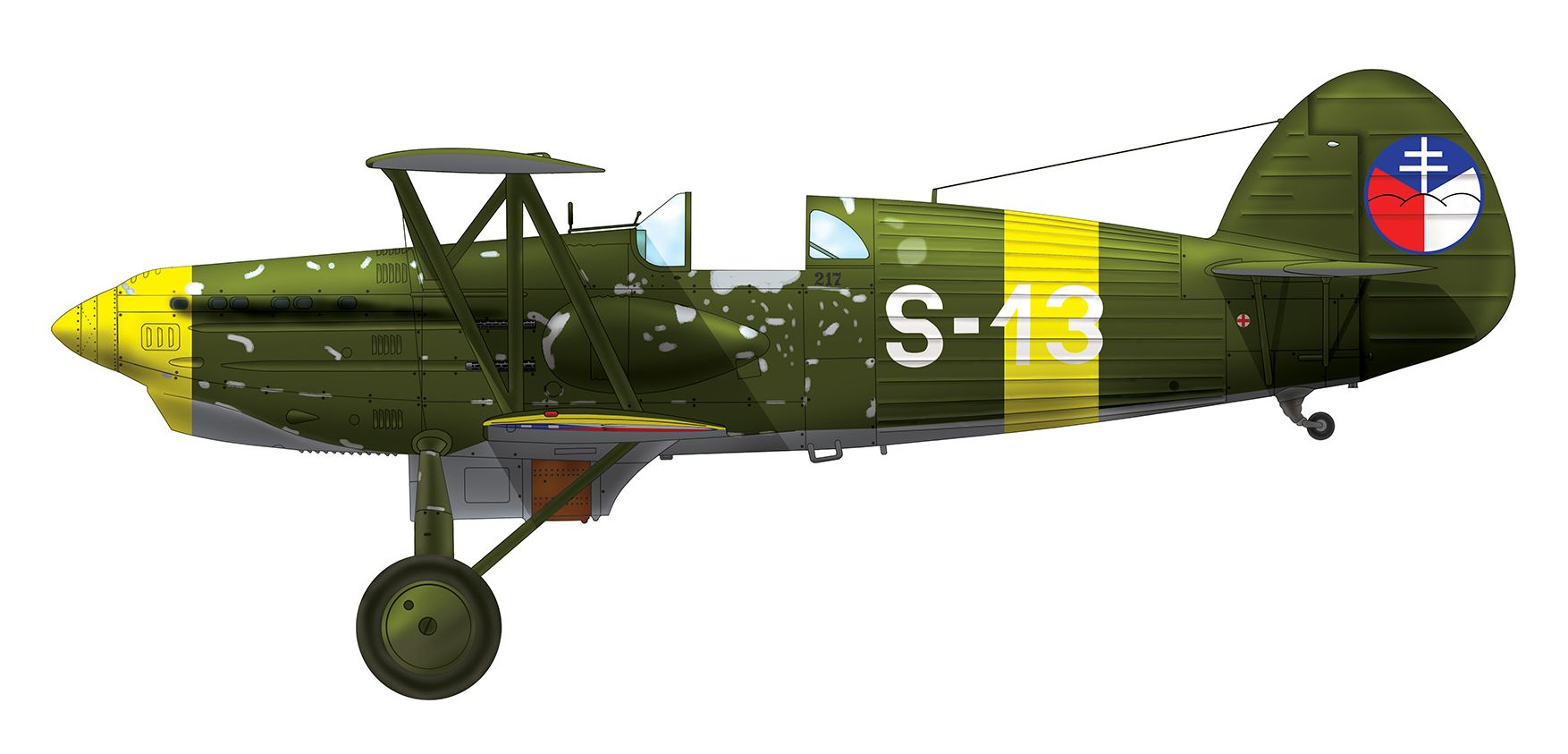
Avia B.534.217 Kombinované letky, na které František Cyprich sestřelil maďarský Junkers Ju 52/3m

uznané15 (6x LaGG-3, 2x Jak-1, 2x Il-2, 1x I-16, 1x I-153, 1x Fw 189A-2, 1x Ju-52, 1x Ju 88A-5)
pravděpodobné3 (1x LaGG-3, 2x neznámé)

## Vyznamenání
- |  Československý válečný kříž 1939 udělen 2x
- Řád Slovenského národního povstání 1. třídy